# 1913 en sport automobile
Chronologie du Sport automobile
1912 en sport automobile - 1913 en sport automobile - 1914 en sport automobile
Les faits marquants de l'année 1913 en Sport automobile

## Par mois

### Mai
- 30 mai : l'épreuve des 500 miles d'Indianapolis est pour la première fois remportée par un Français, Jules Goux sur une Peugeot.

### Juin
- 7 juin : Grand Prix automobile de Russie.

### Juillet
- 12 juillet : sixième édition du Grand Prix de France à Amiens. Le pilote français Georges Boillot s'impose sur une Peugeot.

## Naissances
- 10 janvier : Franco Bordoni, aviateur italien, également pilote de course automobile, († 15 septembre 1975).
- 13 mars  : Joe Kelly, pilote automobile irlandais. († 28 novembre 1993).
- 21 mars : George Abecassis, pilote automobile anglais, ayant disputé 2 GP de Formule 1 en 1951 et 1952. († 18 décembre 1991).

- 21 avril : Charlie Martin, pilote automobile britannique. († 19 février 1998).
- 27 avril : Giuseppe Busso, ingénieur italien spécialisé dans l'automobile, († 3 janvier 2006).
- 13 mai : Theo Helfrich, pilote automobile allemand de Formule 1 et de Formule 2. († 29 avril 1978).
- 18 mai : Jean de Montrémy, pilote automobile français, († 16 décembre 1998).

- 17 mai : Hans Ruesch, écrivain suisse multilingue qui a été aussi pilote de course. († 27 août 2007).
- 14 juin : Henry Banks, pilote automobile américain sur circuits. († 18 décembre 1994).
- 21 août : Frederik Agabashian, pilote automobile Arméno-Américain d'IndyCar, († 13 octobre 1989).
- 27 octobre : Luigi Piotti, pilote de voitures de sport et de Formule 1 italien. († 19 avril 1971).
- 23 novembre : Christian Kautz, pilote automobile Suisse. († 4 juillet 1948).